# Páncélos Szent Domonkos

Páncélos Szent Domonkos O.S.B. Cam. (latinul: Dominicus Loricatus, olaszul: San Domenico Loricato), (990/995 körül – 1060. október 14.) kamalduli remete, középkori olasz szent.

## Élete
Olasz ifjú volt, akit szülei hibájából simóniás módon szenteltek pappá. Domonkos azonban később átgondolta a törvénytelenséget, és a világtól elvonulva remetéskedni kezdett, majd Damiani Szent Péterhez csatlakozott Fonte Avellanában. Kemény aszkézisben töltötte az életét, és csupasz testén állandóan vaspáncélinget hordott, melyről melléknevét kapta. 1060-ban hunyt el. Ünnepnapja halála napja, október 14.